# Hockeyball
Hockeybälle werden im Hockey, im Unihockey (Floorball) und im Einradhockey verwendet. Die Ballarten sind aber völlig unterschiedlich.

## Der Hockeyball im Feld- und Hallenhockey

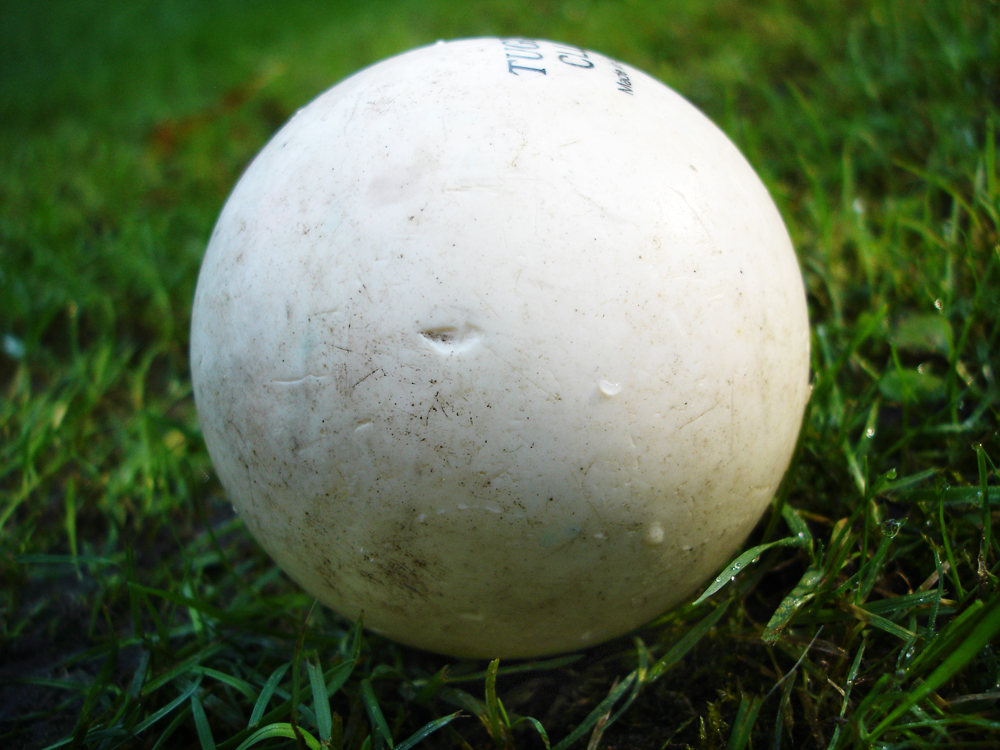
Ein gebrauchter Feldhockeyball ohne Noppen

Der Hockeyball hat sowohl im Feld als auch in der Halle einen Umfang zwischen 22,4 und 23,5 cm. Er wiegt zwischen 156 und 163 g und muss kugelförmig sein. Nach den Regeln des DHB kann der Ball aus einem beliebigen Material bestehen. Normalerweise wird aber ein weicher, flexibler Kunststoff eingesetzt. Außerdem sollte der Ball nicht springend sein.
Die Farbe ist beliebig, im Feldhockey meistens weiß und im Hallenhockey häufig gelb oder orange. Die Ballfarbe sollte sich deutlich vom Spielfeld unterscheiden.
Die Oberfläche des Balles ist glatt, es sind aber auch eingelassene Noppen erlaubt.

## Der Unihockeyball

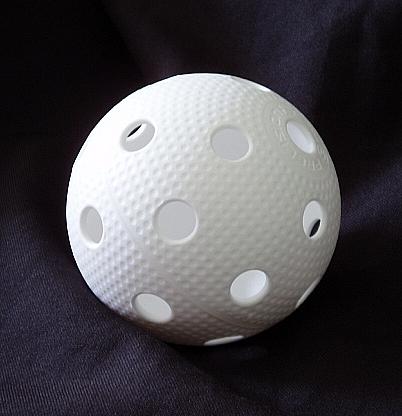
Unihockeyball

Beim Unihockeyball handelt es sich um einen aus dem Baseball entlehnten Trainingsball. Er besteht aus dem Kunststoff Polyethylen (PE) und hat 26 Löcher. Dieser sogenannte Lochball wiegt nur 23 g und hat einen Außendurchmesser von 72 mm. Gefertigt wird ein solcher Ball meist aus zwei weiß eingefärbten Halbschalen. 

## Der Einradhockeyball
Beim Einradhockey wird ein Tennisball verwendet.